# Erik Werenskiold

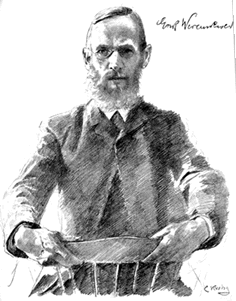
Portret van Erik Werenskiold, 1891, door Christian Krohg, Nationaal Museum voor Kunst, Architectuur en Design, Oslo

Erik Theodor Werenskiold (Eidskog, 11 februari 1855 - Bærum, 23 november 1938) was een Noors kunstschilder en illustrator.

## Leven en werk
Werenskiold groeide op in Kongsvinger en ging tussen 1869 en 1872 naar de Latijnse School in Kristiania. Op advies van de schilder Adolph Tidemand volgde hij een opleiding tot kunstschilder. Hij ging naar de tekenschool en was in de leer bij diverse kunstenaars, onder wie de beeldhouwer Julius Middelthun en kunstschilder Axel Ender.
In 1876 ging Werenskiold voor vier jaar naar München. Toen hij in 1880 te kampen kreeg met verlammingsverschijnselen in de rechterarm verhuisde hij voor zijn herstel naar Zwitserland, waarna hij van 1881 tot 1883 naar Parijs ging. Daarna kwam hij even terug naar Noorwegen (Telemarken), om in 1884 weer terug te keren naar Frankrijk, waar hij samenwerkte met Léon Bonnat (1888–89). In 1886 keerde hij definitief terug naar Noorwegen. In 1895 maakte hij nog een studiereis naar Rome en Florence.
Werenskiold wordt primair gezien als landschapsschilder. Hij schilderde typisch Noorse taferelen in een realistische stijl. Daarnaast maakte hij ook naam als portretschilder en legde diverse Noorse bekendheden vast op het doek, onder wie Edvard Grieg en Knut Hamsun, maar ook de leden van het koningshuis.
De meeste bekendheid kreeg Werenskiold misschien wel als illustrator van Noorse sprookjes en sagen. Met name zijn tekeningen voor de collectie Noorse Volksverhalen (Norske Folkeeventyr), samengesteld door Asbjørnsen en Moe, zijn nog steeds bekend en worden nog altijd herdrukt.
Werenskiold ontving in zijn leven diverse hoge Noorse onderscheidingen. Hij was getrouwd met kunstschilderes Sophie Marie Stoltenberg Thomesen (1849–1926). Hij overleed in 1938 te Bærum en werd begraven op het Vår Frelsers gravlund te Oslo.

## Galerij

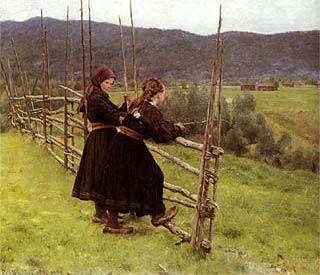
September, meisjes uit Telemarken, 1883, Nationaal Museum voor Kunst, Architectuur en Design, Oslo
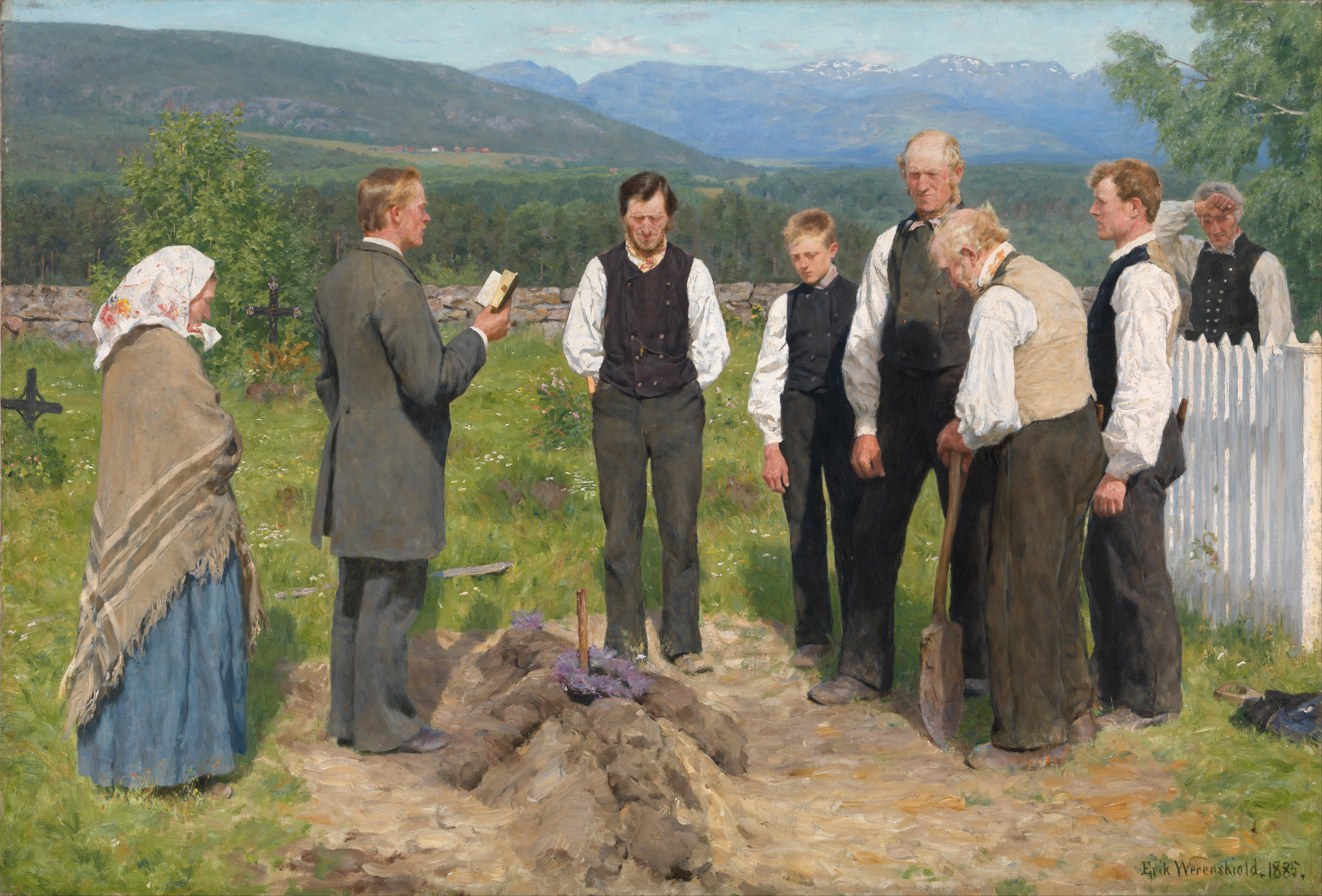
Boerenbegrafenis, 1883-85, Nationaal Museum voor Kunst, Architectuur en Design, Oslo
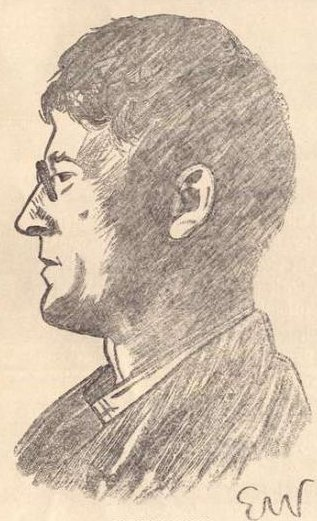
Portret van Knut Hamsun, 1889
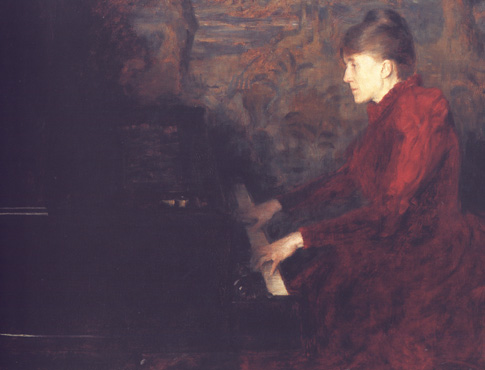
Portret van de pianiste Erika Nissen, 1892, Nationaal Museum voor Kunst, Architectuur en Design, Oslo
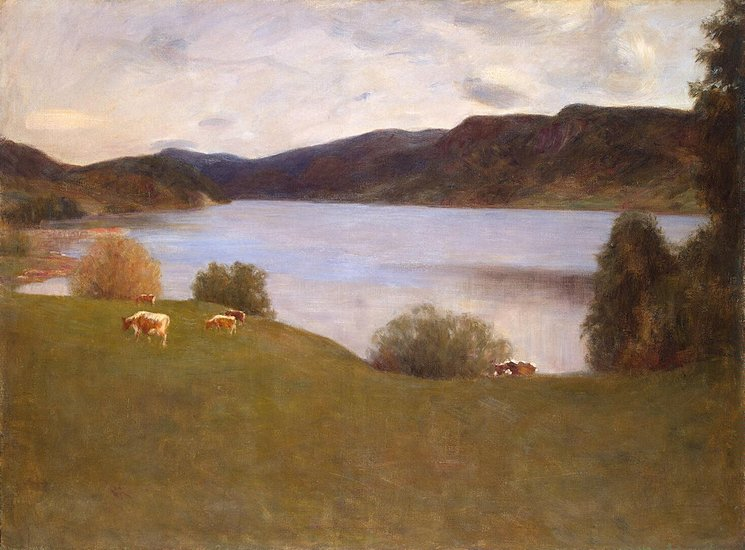
Landschap met een meer, 1895
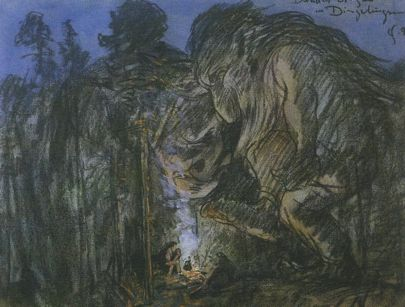
Trollen, 1895
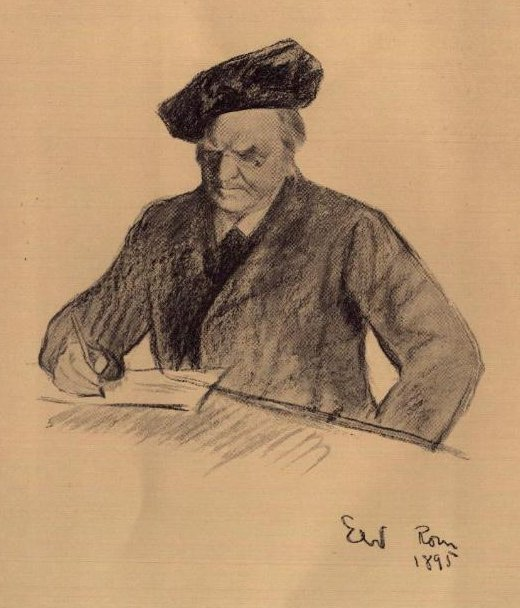
Portret van Bjørnstjerne Bjørnson, 1895
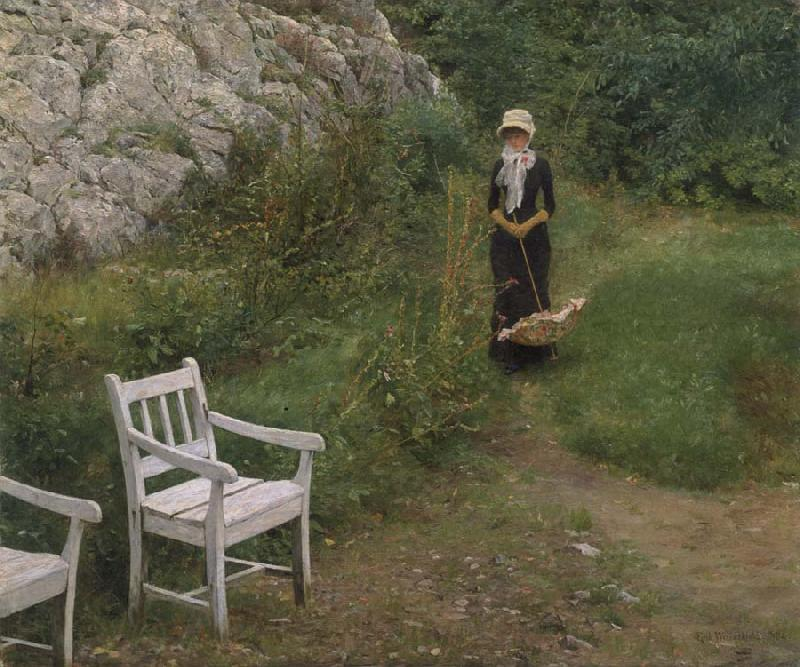
In family surroundings, ca. 1900, Lillehammer Kunstmuseum
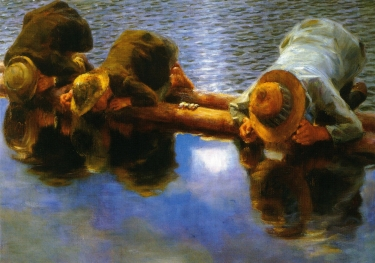
Drinking, ca. 1900
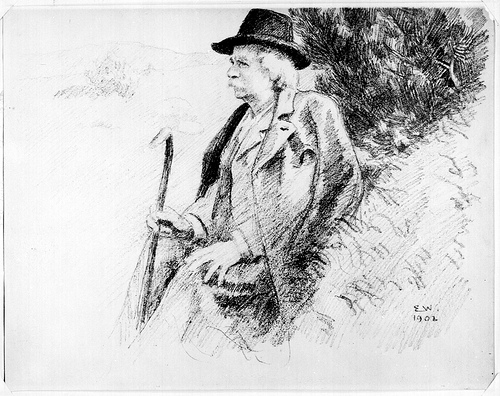
Portret van Edvard Grieg, 1902, Bibliotheek Bergen